# Brain's Base
Brain's Base (japonsky 有限会社ブレインズ･ベース, Júgen gaiša Bureinzu Bésu) je japonské animační studio, které v roce 1996 založili bývalí zaměstnanci studia TMS Entertainment.

## Tvorba

### Televizní seriály
| Rok  | Název                                           | Režie                             | Od                | Do                | Díly          | Poznámky                                                                                          | Zdroje        |
| ---- | ----------------------------------------------- | --------------------------------- | ----------------- | ----------------- | ------------- | ------------------------------------------------------------------------------------------------- | ------------- |
| 2002 | Bakutó sengen Daigunder                         | Hirojuki Jano                     | 5. dubna 2002     | 27. prosince 2002 | 39            | Původní dílo.                                                                                     |               |
| 2003 | Bóken júki Pluster World                        | Júdži Himaki                      | 3. dubna 2003     | 25. března 2004   | 52            | Původní dílo. V koprodukci se studiem Actas.                                                      |               |
| 2005 | Kamiču!                                         | Kódži Masunari                    | 28. června 2005   | 27. září 2005     | 12            | Původní dílo.                                                                                     |               |
| 2005 | Gunparade Orchestra                             | Jutaka Sató (šéf) Tošija Šinohara | 5. října 2005     | 29. března 2006   | 24            | Založeno na videohře Gunparade March od společnosti Alfa System.                                  |               |
| 2006 | Innocent Venus                                  | Džun Kawagoe                      | 26. července 2006 | 25. října 2006    | 12            | Původní dílo.                                                                                     |               |
| 2007 | Kišin taisen Gigantic Formula                   | Keidži Gotó                       | 4. dubna 2007     | 26. září 2007     | 26            | Původní dílo.                                                                                     |               |
| 2007 | Baccano!                                        | Takahiro Ómori                    | 26. července 2007 | 1. listopadu 2007 | 16            | Adaptace série light novel, jejímž autorem je Rjógo Narita.                                       |               |
| 2008 | Kure-nai                                        | Kó Macuo                          | 3. dubna 2008     | 19. června 2008   | 12            | Adaptace série light novel, jejímž autorem je Kentaró Katajama.                                   |               |
| 2008 | Nacume júdžinčó                                 | Takahiro Ómori                    | 7. července 2008  | 29. září 2008     | 13            | Adaptace série mangy, jejíž mangakou je Juki Midorikawa. V koprodukci se studiem NAS.             |               |
| 2009 | Akikan!                                         | Júdži Himaki                      | 3. ledna 2009     | 28. března 2009   | 12            | Adaptace série light novel, jejímž autorem je Riku Randžó.                                        |               |
| 2009 | Zoku Nacume júdžinčó                            | Takahiro Ómori                    | 5. ledna 2009     | 30. března 2009   | 13            | Druhá řada anime seriálu Nacume júdžinčó.                                                         |               |
| 2009 | Ókami to kóšinrjó 2                             | Takeo Takahaši                    | 9. července 2009  | 24. září 2009     | 12            | Adaptace série light novel, jejímž autorem je Isuna Hasekura. V koprodukci se studiem Marvy Jack. |               |
| 2010 | Durarara!!                                      | Takahiro Ómori                    | 7. ledna 2010     | 24. června 2010   | 26            | Adaptace série light novel, jejímž autorem je Rjógo Narita.                                       |               |
| 2010 | Kuragehime                                      | Takahiro Ómori                    | 14. října 2010    | 30. prosince 2010 | 11            | Adaptace série džosei mangy, jejíž mangakou je Akiko Higašimura.                                  |               |
| 2011 | Dororon Enma-kun MeeraMera                      | Jošitomo Jonetani                 | 8. dubna 2011     | 24. června 2011   | 12            | Založeno na franšíze Dororon Enma-kun od Go Nagai.                                                | [ 1 ]         |
| 2011 | Nacume júdžinčó san                             | Takahiro Ómori                    | 5. července 2011  | 27. září 2011     | 13            | Třetí řada anime seriálu Nacume júdžinčó.                                                         |               |
| 2011 | Kamisama Dolls                                  | Seidži Kiši                       | 6. července 2011  | 28. září 2011     | 13            | Adaptace série mangy, jejíž mangakou je Hadžime Jamamura.                                         |               |
| 2011 | Mawaru Penguindrum                              | Kunihiko Ikuhara                  | 8. července 2011  | 23. prosince 2011 | 24            | Původní dílo.                                                                                     |               |
| 2012 | Nacume júdžinčó ši                              | Takahiro Ómori                    | 2. ledna 2012     | 26. března 2012   | 13            | Čtvrtá řada anime seriálu Nacume júdžinčó.                                                        |               |
| 2012 | Sengoku Collection                              | Keidži Gotó                       | 5. dubna 2012     | 27. září 2012     | 26            | Založeno na mobilní hře od Konami.                                                                |               |
| 2012 | Tonari no kaibucu-kun                           | Hiro Kaburaki                     | 1. října 2012     | 24. prosince 2012 | 13            | Adaptace série mangy, jejíž mangakou je Robico.                                                   |               |
| 2012 | Ixion Saga DT                                   | Šindži Takamacu                   | 6. října 2012     | 30. března 2013   | 25            | Založeno na online hře Ixion Saga od Capcomu.                                                     |               |
| 2013 | Amnesia                                         | Jošimicu Óhaši                    | 7. ledna 2013     | 25. března 2013   | 12            | Založeno na sérii vizuálních románů od společnosti Idea Factory.                                  |               |
| 2013 | Jahari ore no seišun Love Come wa mačigatteiru. | Ai Jošimura                       | 4. dubna 2013     | 27. června 2013   | 13            | Adaptace série light novel, jejímž autorem je Wataru Watari.                                      |               |
| 2013 | Brothers Conflict                               | Acuši Macumoto                    | 2. července 2013  | 17. září 2013     | 12            | Adaptace knižní série, jejíž autory jsou Acuko Kanase a Takeši Mizuno.                            |               |
| 2013 | Blood Lad                                       | Šigejuki Mija                     | 7. července 2013  | 8. září 2013      | 10            | Adaptace série mangy, jejíž mangakou je Júki Kodama.                                              |               |
| 2014 | D-Frag!                                         | Seiki Sugawara                    | 6. ledna 2014     | 24. března 2014   | 12            | Adaptace série mangy, jejíž mangakou je Tomoja Haruno.                                            |               |
| 2014 | Bokura wa minna kawai-só                        | Šigejuki Mija                     | 3. dubna 2014     | 19. června 2014   | 12            | Adaptace série mangy, jejíž mangakou je Ruri Mijahara.                                            | [ 2 ]         |
| 2014 | Kamigami no asobi                               | Tomojuki Kawamura                 | 5. dubna 2014     | 21. června 2014   | 12            | Založeno na vizuálním románu od společnosti Nippon Ichi Software.                                 | [ 3 ]         |
| 2014 | Iššúkan Friends.                                | Taró Iwasaki                      | 6. dubna 2014     | 22. června 2014   | 12            | Adaptace série mangy, jejíž mangakou je Mačča Hazuki.                                             | [ 4 ]         |
| 2015 | Kjókai no Rinne                                 | Seiki Sugawara                    | 4. dubna 2015     | 20. září 2015     | 25            | Adaptace série mangy, jejíž mangakou je Rumiko Takahaši.                                          | [ 5 ]         |
| 2015 | Aoharu × kikandžú                               | Hideaki Nakano                    | 3. července 2015  | 18. září 2015     | 12            | Adaptace série mangy, jejíž mangakou je NAOE.                                                     | [ 6 ]         |
| 2015 | Dance with Devils                               | Ai Jošimura                       | 7. října 2015     | 23. prosince 2015 | 12            | Založeno na videohře od společnosti Rejet.                                                        | [ 7 ]         |
| 2016 | Endride                                         | Keidži Gotó                       | 3. dubna 2016     | 24. září 2016     | 24            | Součást multimediální franšízy. V koprodukci se studiem Lapin Track.                              | [ 8 ]         |
| 2016 | Kjókai no Rinne 2                               | Seiki Sugawara                    | 9. dubna 2016     | 24. září 2016     | 25            | Druhá řada anime seriálu Kjókai no Rinne.                                                         |               |
| 2016 | Servamp                                         | Itto Sara (šéf) Hideaki Nakano    | 4. července 2016  | 19. září 2016     | 12            | Adaptace série mangy, jejíž mangakou je Strike Tanaka. V koprodukci se studiem Platinum Vision.   | [ 9 ]         |
| 2016 | Cheer danši!!                                   | Ai Jošimura                       | 5. července 2016  | 27. září 2016     | 12            | Adaptace románu, jehož autorem je Rjó Asai.                                                       | [ 10 ]        |
| 2016 | Wataši ga motete dósunda                        | Hiroši Išiodori                   | 6. října 2016     | 22. prosince 2016 | 12            | Adaptace série mangy, jejíž mangakou je Džunko.                                                   | [ 11 ]        |
| 2017 | Kjókai no Rinne 3                               | Hiroši Išiodori                   | 8. dubna 2017     | 23. září 2017     | 25            | Třetí řada anime seriálu Kjókai no Rinne.                                                         |               |
| 2017 | Fukumenkei Noise                                | Hideja Takahaši                   | 11. dubna 2017    | 27. června 2017   | 12            | Adaptace série mangy, jejíž mangakou je Rjóko Fukujama.                                           | [ 12 ]        |
| 2018 | Gakuen Babysitters                              | Šúsei Morišita                    | 7. ledna 2018     | 25. března 2018   | 12            | Adaptace série mangy, jejíž mangakou je Hari Tokeino.                                             | [ 13 ]        |
| 2018 | Gakuen Basara                                   | Minoru Óhara                      | 4. října 2018     | 20. prosince 2018 | 12            | Spin-off videoherní série Sengoku basara společnosti Capcom.                                      | [ 14 ]        |
| 2019 | Grimms Notes The Animation                      | Seiki Sugawara                    | 10. ledna 2019    | 28. března 2019   | 12            | Založeno na mobilní hře od Square Enixu.                                                          | [ 15 ]        |
| 2019 | Duel Masters!!                                  | Šinobu Sasaki Hiroši Išiodori     | 7. dubna 2019     | 29. března 2020   | 51            | Třetí anime seriál v příběhovém oblouku Joe Kirifuda mangy Duel Masters.                          | [ 16 ]        |
| 2020 | Kjokó suiri                                     | Keidži Gotó                       | 11. ledna 2020    | 28. března 2020   | 12            | Adaptace knižní série, jejímž autorem je Kjó Širodaira.                                           | [ 17 ]        |
| 2020 | Duel Masters King                               | Hiroši Išiodori                   | 5. dubna 2020     | 28. března 2020   | 47            | Čtvrtý anime seriál v příběhovém oblouku Joe Kirifuda mangy Duel Masters.                         | [ 18 ]        |
| 2021 | Duel Masters King!                              | Hiroši Išiodori                   | 4. dubna 2021     | 27. března 2022   | 43            | Pátý anime seriál v příběhovém oblouku Joe Kirifuda mangy Duel Masters.                           | [ 19 ]        |
| 2021 | Fumecu no anata e                               | Masahiko Murata                   | 12. dubna 2021    | 30. srpna 2021    | 20            | Adaptace série mangy, jejíž mangakou je Jošitoki Óima.                                            | [ 20 ] [ 21 ] |
| 2022 | Duel Masters King MAX                           | Hiroši Išiodori Júsuke Suzuki     | 3. dubna 2022     | bude oznámeno     | bude oznámeno | Šestý anime seriál v příběhovém oblouku Joe Kirifuda mangy Duel Masters.                          | [ 22 ]        |
| 2022 | Duel Masters Win                                | bude oznámeno                     | 4. září 2022      | bude oznámeno     | bude oznámeno | První anime seriál v příběhovém oblouku Win Kirifuda mangy Duel Masters.                          | [ 23 ]        |
| 2022 | Golden Kamuy 4                                  | Šizutaka Sugahara                 | října 2022        | bude oznámeno     | bude oznámeno | Pokračování anime seriálu Golden Kamuy 3 od Geno Studio.                                          | [ 24 ]        |
| 2003 | Kjokó suiri 2                                   | Keidži Gotó                       | ledna 2023        | bude oznámeno     | bude oznámeno | Pokračování anime seriálu Kjokó suiri.                                                            | [ 25 ]        |

### OVA
| Rok  | Název                                               | Režie                         | Od                | Do                | Díly | Poznámky                                                                            | Zdroje |
| ---- | --------------------------------------------------- | ----------------------------- | ----------------- | ----------------- | ---- | ----------------------------------------------------------------------------------- | ------ |
| 1998 | Čendži!! Getter Robo~Sekai saigo no hi              | Jasuhiro Imagawa Džun Kawagoe | 1998              | 2000              | 13   | Adaptace série mangy a anime Getter Robo, jejíž tvůrci jsou Ken Išikawa a Go Nagai. |        |
| 2000 | Šin Getter Robo tai Neo Getter Robo                 | Džun Kawagoe                  | 21. prosince 2000 | 25. června 2001   | 4    | Založeno na díle Getter Robo.                                                       |        |
| 2001 | Mazinkaiser                                         | Masahiko Murata               | 25. září 2001     | 25. září 2002     | 7    | Založeno na mecha sérii mangy a anime Mazinger, jejímž tvůrcem je Go Nagai.         |        |
| 2003 | Mazinkaiser vs. The Great General of Darkness       | Masahiko Murata               | 25. července 2003 | 25. července 2003 | 1    | Remake anime filmu Mazinger Z vs. The Great General of Darkness z roku 1974.        |        |
| 2004 | Šin Getter Robo                                     | Džun Kawagoe                  | 9. dubna 2004     | 10. dubna 2009    | 13   | Původní dílo založené na Getter Robo.                                               |        |
| 2005 | Super Robot Wars Original Generation: The Animation | Džun Kawagoe                  | 27. května 2005   | 23. prosince 2005 | 3    | Původní dílo odehrávající se po videohře Super Robot Taisen: Original Generation 2. |        |
| 2006 | Kikóši Enma                                         | Mamoru Kanbe                  | 25. srpna 2006    | 23. března 2007   | 4    | Adaptace série mangy, jejímž tvůrcem je Go Nagai.                                   |        |
| 2007 | Kimi ga nozomu eien: Next Season                    | Hideki Takajama               | 21. prosince 2007 | 19. prosince 2008 | 4    | Založení na vizuálním románu od studia âge.                                         |        |
| 2009 | Denpa teki na kanodžo                               | Mamoru Kanbe                  | 4. února 2009     | 4. prosince 2009  | 2    | Adaptace série light novel, jejímž autorem je Kentaró Katajama.                     |        |
| 2012 | Šidžó saikjó no deši Ken'iči                        | Hiroši Išiodori               | 14. března 2012   | 16. května 2014   | 11   | Adaptace série mangy, jejíž mangakou je Sjun Macuena.                               |        |
| 2013 | Ansacu kjóšicu                                      | Keidži Gotó                   | 6. října 2013     | 6. října 2013     | 1    | Adaptace série mangy, jejíž mangakou je Júsei Macui.                                | [ 26 ] |
| 2014 | Nacume júdžinčó: Icuka juki no hi ni                | Takahiro Ómori                | 5. února 2014     | 5. února 2014     | 1    |                                                                                     | [ 27 ] |
| 2014 | Čó džikú Robo Meguru                                | Keidži Gotó                   | listopad 2014     | listopad 2014     | 1    | OVA epizoda vyrobená v koprodukci se studiem Studio A-Cat.                          | [ 28 ] |
| 2014 | Bokura wa minna kawaisó: Hadžimete no               | Šigejuki Mija                 | 26. prosince 2014 | 26. prosince 2014 | 1    | Neodvysílaná epizoda vydána se sedmým svazkem Blu-ray a DVD disků.                  | [ 29 ] |
| 2014 | Ane Log: Mojako né-san no tomaranai Monologue       | Tecuo Ičimura                 | 16. září 2014     | 15. dubna 2015    | 3    |                                                                                     |        |

### Filmy
| Rok  | Název                   | Režie            | Premiéra          | Poznámky | Zdroje        |
| ---- | ----------------------- | ---------------- | ----------------- | --- | ------------- |
| 2000 | Kaze o mita šónen       | Kazuki Ómori     | 22. července 2000 | Založeno na románu od C. W. Nicola.                                                                                    |               |
| 2011 | Hotarubi no mori e      | Takahiro Ómori   | 17. září 2011     | Adaptace jednosvazkové mangy, jejíž mangakou je Juki Midorikawa.                                                       |               |
| 2017 | Dance with Devils       | Ai Jošimura      | 4. listopadu 2017 | Založeno na videohře od společnosti Rejet.                                                                             | [ 30 ] [ 31 ] |
| 2022 | Re:cycle of Penguindrum | Kunihiko Ikuhara | 2022              | Kompilační film anime seriálu Mawaru Penguindrum, který je rozdělen na dvě části. V koprodukci se studiem Lapin Track. | [ 32 ] [ 33 ] |